# Lijst van burgemeesters van Swalmen
Dit is een lijst van burgemeesters van de voormalige Nederlandse gemeente Swalmen in de provincie Limburg.
Swalmen ging in 2007 op in de gemeente Roermond.
| Ambtsperiode | Naam burgemeester      | Partij of stroming | Bijzonderheden                                                        |
| ------------ | ---------------------- | ------------------ | --------------------------------------------------------------------- |
| ....         | Goert Quiten           |                    |                                                                       |
| 18?? - 18??  | H. Gerards             |                    |                                                                       |
| 1842         | Daniel Heijnen         |                    |                                                                       |
| tot 1848     | Jan Hendrik Janssen    |                    |                                                                       |
| 1848 - 1881  | Lambert Tobben         |                    |                                                                       |
| 1881 - 1895  | P.J.H. Hendrickx       |                    |                                                                       |
| 1895 - 1924  | Louis H.P.M. Strens    |                    | Tevens burgemeester van Maasniel (1899-1914)                          |
| 1924 - 1961  | Charles P.F.M. Strens  |                    |                                                                       |
| 1962 - 1971  | Paul Pesch             | KVP                | Aansluitend burgemeester van Boxtel                                   |
| 1971 - 1977  | Emile (E.M.) van Leent | KVP                | Was burgemeester van Grubbenvorst, aansluitend burgemeester van Vaals |
| 1977 - 1990  | Gerard (G.M.) Boots    | KVP/CDA            |                                                                       |
| 1991 - 1998  | Henk Th.H. Opsteegh    | PvdA               | Aansluitend burgemeester van Schijndel                                |
| 1999 - 2006  | Wim M.J. Denie         | PvdA               | Was burgemeester van Graft-de Rijp, later burgemeester van Moerdijk   |